# الدرجة الأولى (طيران)

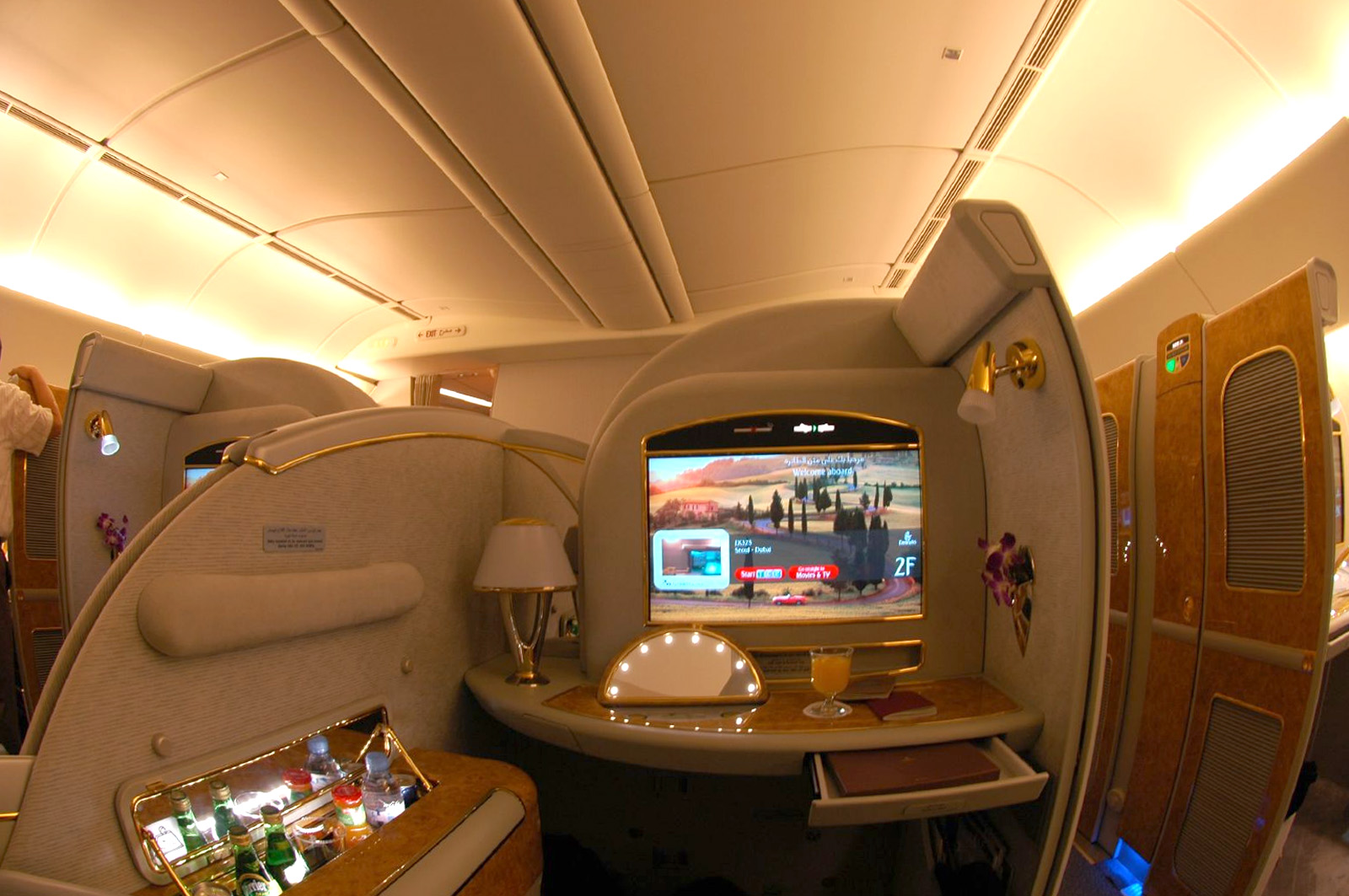
مقعد من الدرجة الأولى على متن طائرة طيران الإمارات بوينغ 777-200LR.

الدرجة الأولى (المعروفة أيضًا باسم الجناح) هي درجة سفر على بعض طائرات الركاب التي تهدف إلى أن تكون أكثر فخامة من درجة رجال الأعمال والاقتصاد الممتاز والدرجة الاقتصادية. في الأصل، قدمت جميع الطائرات فئة واحدة فقط من الخدمة (غالبًا ما تكون مكافئة لدرجة رجال الأعمال أو الدرجة الاقتصادية الحديثة)، مع ظهور الدرجة الثانية أولاً في عام 1955، عندما قدمت خطوط عبر العالم الجوية (TWA) نوعين مختلفين من الخدمة على طائرات لوكهيد إل-1049 سوبر كونستليشن.
على متن طائرة ركاب، تشير الدرجة الأولى عادةً إلى عدد محدود (نادرًا ما يزيد عن 10) مقاعد أو كابينة في اتجاه مقدمة الطائرة بحيث تتوفر فيها مساحة أكبر وراحة وخدمة وخصوصية أكبر. بشكل عام، الدرجة الأولى هي أعلى فئة معروضة، على الرغم من أن بعض شركات الطيران قد صنفت منتجاتها الجديدة على أنها أعلى من الدرجة الأولى أو تقدم درجة الأعمال كأعلى فئة. غالبًا ما كان للطائرات المروحية الدرجة الأولى في المؤخرة، بعيدًا عن ضوضاء المحرك والمروحة، بينما يتم وضع الدرجة الأولى على متن الطائرات النفاثة عادةً بالقرب من مقدمة الطائرة، غالبًا أمام قسم درجة رجال الأعمال أو على السطح العلوي للطائرة الطائرات ذات الجسم العريض مثل بوينغ 747 وإيرباص A380.

## تاريخ
كانت طائرات الركاب المبكرة بالضرورة غير مريحة للغاية - مقعد في قمرة القيادة المفتوحة. مع تحسن تصميم الطائرة، تحسنت أيضًا تجربة الركاب، وركزت شركات الطيران على جعل الطيران مريحًا وجذابًا قدر الإمكان. كان الطيران مكلفًا للغاية، لكن جاذبيته المحدودة كانت متوازنة مع القدرة المحدودة لشركات الطيران وطائراتها.
مع زيادة حجم الطائرات وزيادة تواتر الرحلات الجوية، أصبحت شركات الطيران تقدر أنه إذا عرضت أسعارًا أقل، فستحصل على المزيد من الأشخاص على طائراتها. تم تقييد القدرة على تقديم أسعار منخفضة للرحلات داخل وإلى / من الولايات المتحدة من قبل مجلس الطيران المدني (Civil Aeronautics Board) الذي تم تشكيله في عام 1938 ويعمل منذ عام 1940. في الأصل، سمح مجلس الطيران المدني فقط بفرض أجرة واحدة للرحلة، ولكن في عام 1952 بدأ بالسماح بأسعار مختلفة، قدمت شركات الطيران أولاً مستويات أسعار مختلفة ولكن في نمط مقصورة واحدة، ثم في عام 1955، ابتكرت شركة خطوط عبر العالم الجوية (TWA) مفهوم معايير اخدمة مختلفة بأسعار مختلفة. كان هذا بمثابة بداية لطائرات من درجتين، حيث يُطلق على الطبقة الأفضل عمومًا اسم الدرجة الأولى والفئة الأسوأ في الأصل، في الولايات المتحدة، والتي يطلق عليها اسم درجة كوتش" (Coach Class).

## خدمة

### ملخص

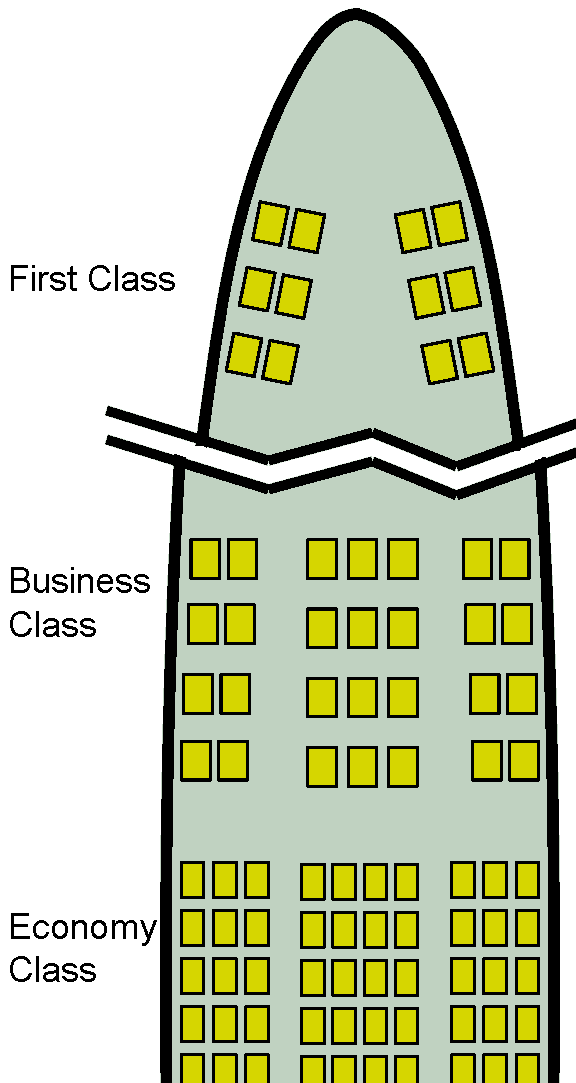
مثال على تقسيم جلوس طائرة بوينغ 777

تختلف مقاعد الدرجة الأولى من مقاعد كبيرة قابلة للإمالة مع مساحة أكبر للساقين وعرض أكبر من الفئات الأخرى إلى أجنحة بمقعد مائل بالكامل ومحطة عمل وتلفزيون محاط بفواصل للخصوصية. مقاعد الدرجة الأولى الدولية عادة ما يكون لها 147-239 سم (58-94 بوصة) لمسافة المقعد و 48-89 سم (19-35 بوصة) بينما قد يتراوح عرض مقاعد الرحلات الداخلية بين 86 و 173 سم (34-68 بوصة) من الملعب و 46-56 سم (18-22 بوصة) في العرض. في الواقع، هذا يعني أن هناك قدرًا أقل من الانزعاج للأشخاص الأطول. تحتوي بعض شركات الطيران على مقاعد من الدرجة الأولى تسمح للركاب بالسماح لضيف واحد بالجلوس لفترة قصيرة وجهاً لوجه مع راكب المقصورة.
عادة ما يكون لركاب الدرجة الأولى مرحاض واحد على الأقل لاستخدامهم الحصري، مع وجود أكثر من مرحاض على الطائرات الكبيرة. لا يُسمح عادةً للمسافرين من درجة رجال الأعمال والدرجة الاقتصادية بدخول مقصورة الدرجة الأولى. عادةً ما يتم تقديم الترفيه "فود" (AVOD) (السمعي البصري عند الطلب)، على الرغم من أن الأفلام العادية والبرامج التلفزيونية والألعاب التفاعلية يتم توفيرها أحيانًا على شاشات مسطحة كبيرة الحجم أو ظهر المقعد أو مسند الذراع. خاصة بالنسبة للطرق طويلة المدى وذات العائد المرتفع على أفضل شركات الطيران، قد يحتوي مقعد الدرجة الأولى على مرافق تشبه فندق خمس نجوم، مثل ميني بار.

منذ تسعينيات القرن الماضي، تطور اتجاه ألغى فيه العديد من شركات الطيران أقسام الدرجة الأولى لصالح درجة رجال أعمال مطورة. تتزايد مقاعد درجة الأعمال الأحدث بإضافة ميزات كانت تقتصر في السابق على الدرجة الأولى مثل المقاعد القابلة للتحويل والمسطحة، مما يضيق فجوة وسائل الراحة إلى حد يجعل الدرجة الأولى زائدة عن الحاجة. علاوة على ذلك، مع الركود في أواخر القرن الحادي والعشرين، أزالت شركات الطيران أو لم تقم بتركيب مقاعد من الدرجة الأولى في طائراتها، حيث أن مقاعد الدرجة الأولى عادة ما تكون ضعف سعر درجة الأعمال ولكنها يمكن أن تشغل أكثر من ضعف المساحة، مما يجعل درجة الأعمال أغلى المقاعد على مثل هذه الطائرات. ومع ذلك، اختار البعض، مثل غارودا إندونيسيا، إعادة تقديم أقسام جلوس من الدرجة الأولى بطائرات جديدة.

### الأجنحة

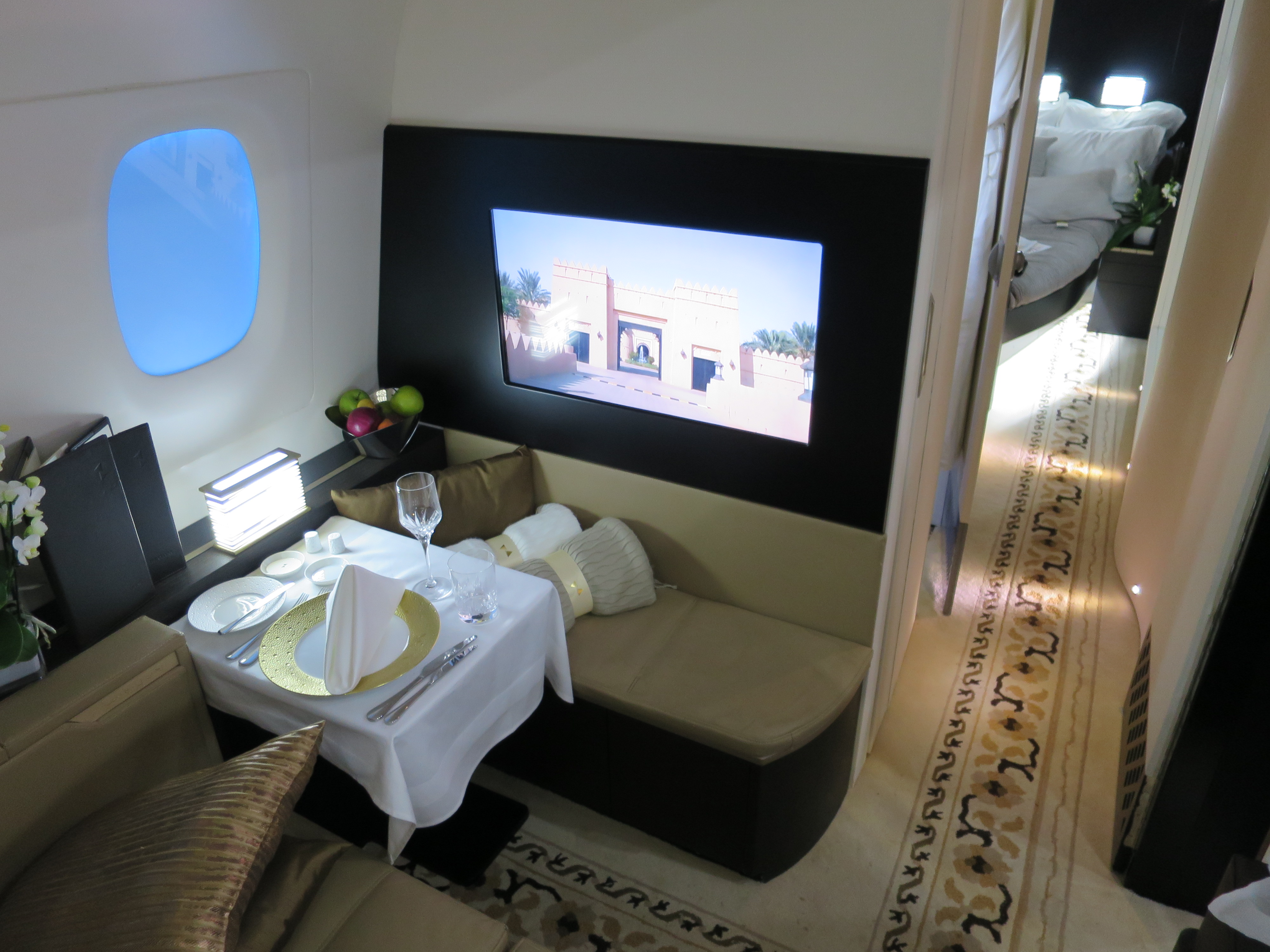
جناح "ذا ريزيدنس" التابع للاتحاد للطيران. تحتوي كل طائرة من طائرات الاتحاد للطيران العشر من طراز إيرباص إيه 380 على جناح «ذا ريزيدنس» واحد بالإضافة إلى أجنحة الدرجة الأولى القياسية.

مع انتقال وتحول مقاعد درجة الأعمال إلى فئة راقية، تعيد بعض شركات الطيران تقديم أو تصميم أقسام الدرجة الأولى كأجنحة. تقوم الخطوط الجوية السنغافورية بتسويق أعلى فئة لها على طائراتها إيرباص إيه 380 على أنها «أجنحة»، مع شعار «درجة أعلى من الأولى» (A class above first). مع سرير منفصل عن المقعد بحجم 2 م (78 بوصة) ويمكن طيه للخارج من الجدار الخلفي، مع خفض العديد من المكونات الأخرى للجناح لاستيعاب المرتبة. النوافذ مدمجة في الأبواب والستائر العاتمة توفر الخصوصية. يمكن أن تشكل الأجنحة الواقعة في المنتصف سريرًا مزدوجًا بعد سحب ستائر الخصوصية بينها إلى السقف. لدى مشغلي إيه380 الآخرين مثل طيران الإمارات أيضًا درجة أولى تشبه الجناح مع وسائل راحة مماثلة، لكن السرير والكرسي مدمجان حيث يتم الضغط على زر لتحويل المقعد إلى سرير في ثوانٍ والعكس صحيح. قدمت الاتحاد للطيران جناحًا من ثلاث غرف يسمى «ذا ريزيدنس» ("The Residence") في ديسمبر 2014 عندما أضافت طائرة إيرباص إيه380 إلى أسطولها. يشمل «ذا ريزيدنس» غرفة نوم خاصة به مع سرير مزدوج ومنطقة لتناول الطعام / المعيشة ودش كامل الوظائف.

### الدرجة الأولى المحلية

#### في أمريكا الشمالية

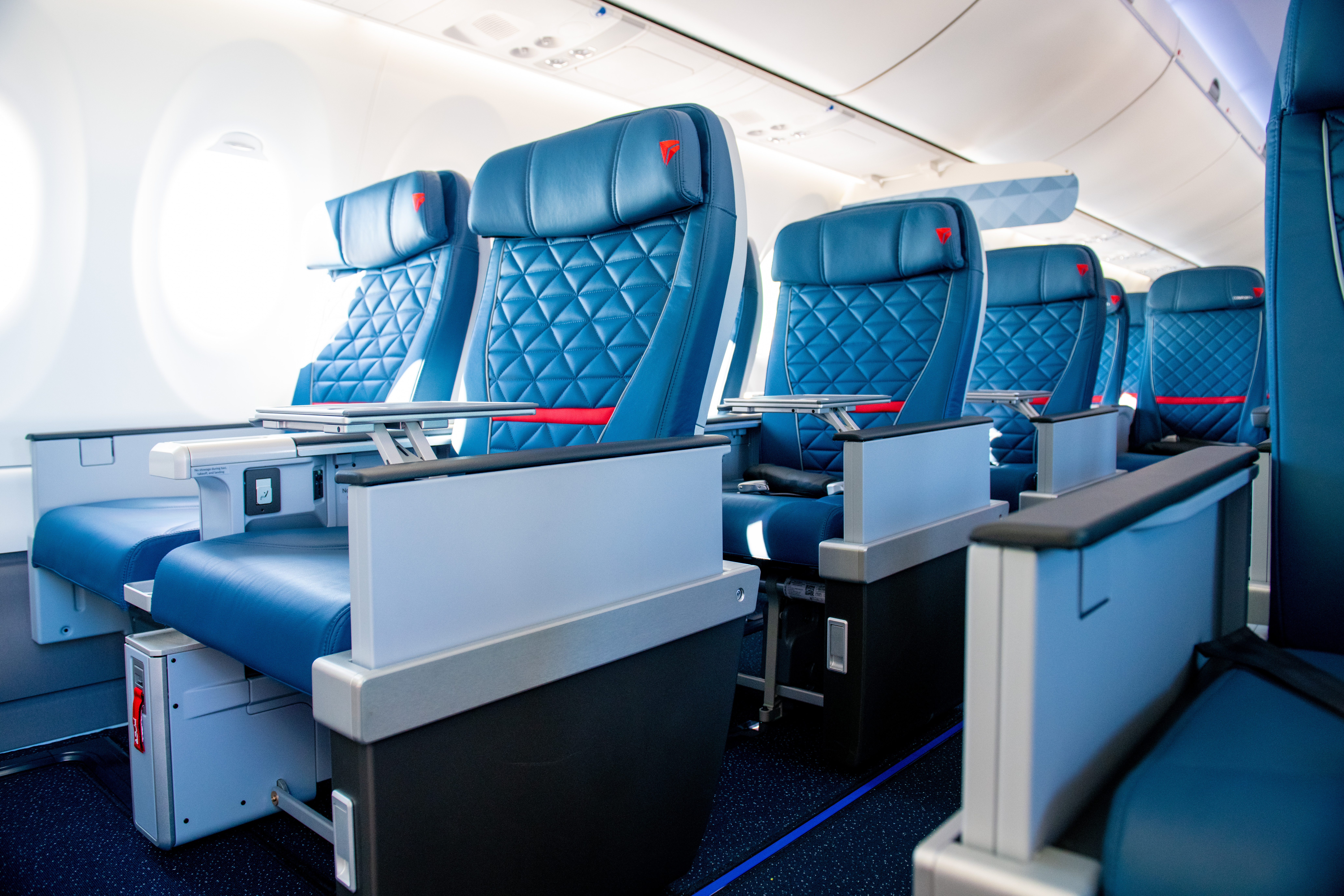
الدرجة الأولى في طائرة خطوط دلتا الجوية من طراز إيرباص A220

في معظم الرحلات داخل أو بين الولايات المتحدة (بما في ذلك ألاسكا ولكن ليس هاواي)، وكندا والمكسيك ومنطقة البحر الكاريبي - عادةً ما يُنظر إليه على أنه درجة الأعمال الإقليمية أو الدرجة الاقتصادية الممتازة بينما في بقية أنحاء العالم يتم تصنيفها على أنها «درجة أولى محلية» بواسطة شركات الطيران الأمريكية. الخدمة بشكل عام هي خطوة أقل من درجة الأعمال الدولية لمسافات طويلة. تعتبر أراضي الولايات المتحدة في غرب المحيط الهادئ (غوام وجزر ماريانا الشمالية) وأحيانًا هاواي دولية لأغراض الخدمة وتتميز عمومًا بدرجة رجال الأعمال لمسافات طويلة.
ومع ذلك، فإن الدرجة الأولى المحلية لها معنيان مختلفان تمامًا على بعض الطرق العابرة للقارات بين مدينة نيويورك وكاليفورنيا. تقدم خطوط دلتا الجوية وأمريكان إيرلاينز ويونايتد إيرلاينز وجيت بلو خدمة خاصة على الرحلات الجوية بين مطار جون إف كينيدي الدولي ومطار سان فرانسيسكو الدولي أو مطار لوس أنجلوس الدولي المعروف باسم «دلتا عبر القارات»، «الخدمة الأمريكية الرئيسية»، "United ps " (ps تعني الخدمة المتميزة)، و" Mint ، "على التوالي، مع دلتا ويونايتد باستخدام طائرات بوينغ 757-200 المهيأة خصيصًا، وأمريكان وجيت بلو باستخدام إيرباص إيه 321. في حالتي أمريكان وجيت بلو، فإن الدرجة الأولى هي في الواقع درجة أولى من ثلاث مقصورات والتي تختلف عن الدرجة الأولى ذات المقصورتين، من حيث الراحة والسعر (مثل المقاعد المسطحة في الدرجة الأولى، على سبيل المثال). في هذه الحالات، تكون درجة الأعمال المحلية أعلى قليلاً من تذكرة الدرجة الأولى المحلية ذات المقصورتين. تعتبر الدرجة الأولى المكونة من ثلاث مقصورات من الدرجة الأولى الحقيقية وليست درجة الأعمال المعاد تسميتها. ومع ذلك، في جيت بلو، يتم تقديم الدرجة الأولى فقط في الرحلات الجوية العابرة للقارات، والتي تتكون من أجنحة صغيرة أو مقاعد مستوية.
لا تملك شركات الخصم الأمريكية (مثل خطوط ساوث ويست الجوية وخطوط فرونتير الجوية) كبائن من الدرجة الأولى، وبدلاً من ذلك تختار تصميمًا اقتصاديًا بالكامل، وأحيانًا مع عدد قليل من الصفوف المختارة مع مساحة إضافية للأرجل (مثل مقاعد الصفوف في حالات الطوارئ) المتاحة مقابل رسوم (أو، في حالة ساوث ويست، على أساس من يأتي أولاً يخدم أولاً بسبب عملية الصعود إلى الطائرة).

#### في أوروبا
كانت خدمة الدرجة الأولى متاحة سابقًا على الرحلات الجوية داخل أوروبا على خطوط جوية مثل الخطوط الجوية البريطانية ولوفتهانزا وسويس إير. تم تكوين مقاعد الدرجة الأولى بشكل نموذجي في تكوين 4 مقاعد جنبا إلى جنب، على غرار مقاعد الدرجة الأولى المحلية الحالية في أمريكا الشمالية، بدلاً من التكوين 6 مقاعد جنبا إلى جنب المستخدم للخدمات الاقتصادية ودرجة رجال الأعمال الأخيرة.
خلال الثمانينيات من القرن الماضي، تم إلغاء الدرجة الأولى الأوروبية بشكل تدريجي لصالح 6 مقاعد متقاربة في جميع أنحاء الطائرة، مع تخصيص أعداد متغيرة من المقاعد لدرجة رجال الأعمال (غالبًا ما يتم تمييز مقصورة درجة الأعمال بفاصل متحرك). وقد أتاح ذلك مزيدًا من المرونة لشركات الطيران، مما سمح لها بتخصيص كميات مختلفة من المقاعد المتميزة اعتمادًا على المسار. الخطوط الجوية التركية هي واحدة من شركات الطيران الأوروبية القليلة التي لا تزال تقدم مقاعد 4 مقاعد جنبا إلى جنب في مقصوراتها الفاخرة داخل أوروبا، لكنها تُباع كمقاعد درجة الأعمال بدلاً من الدرجة الأولى. نفس الوضع في روسيا على متن رحلات الخطوط الجوية الروسية ايروفلوت داخل أوروبا.

## فوائد إضافية

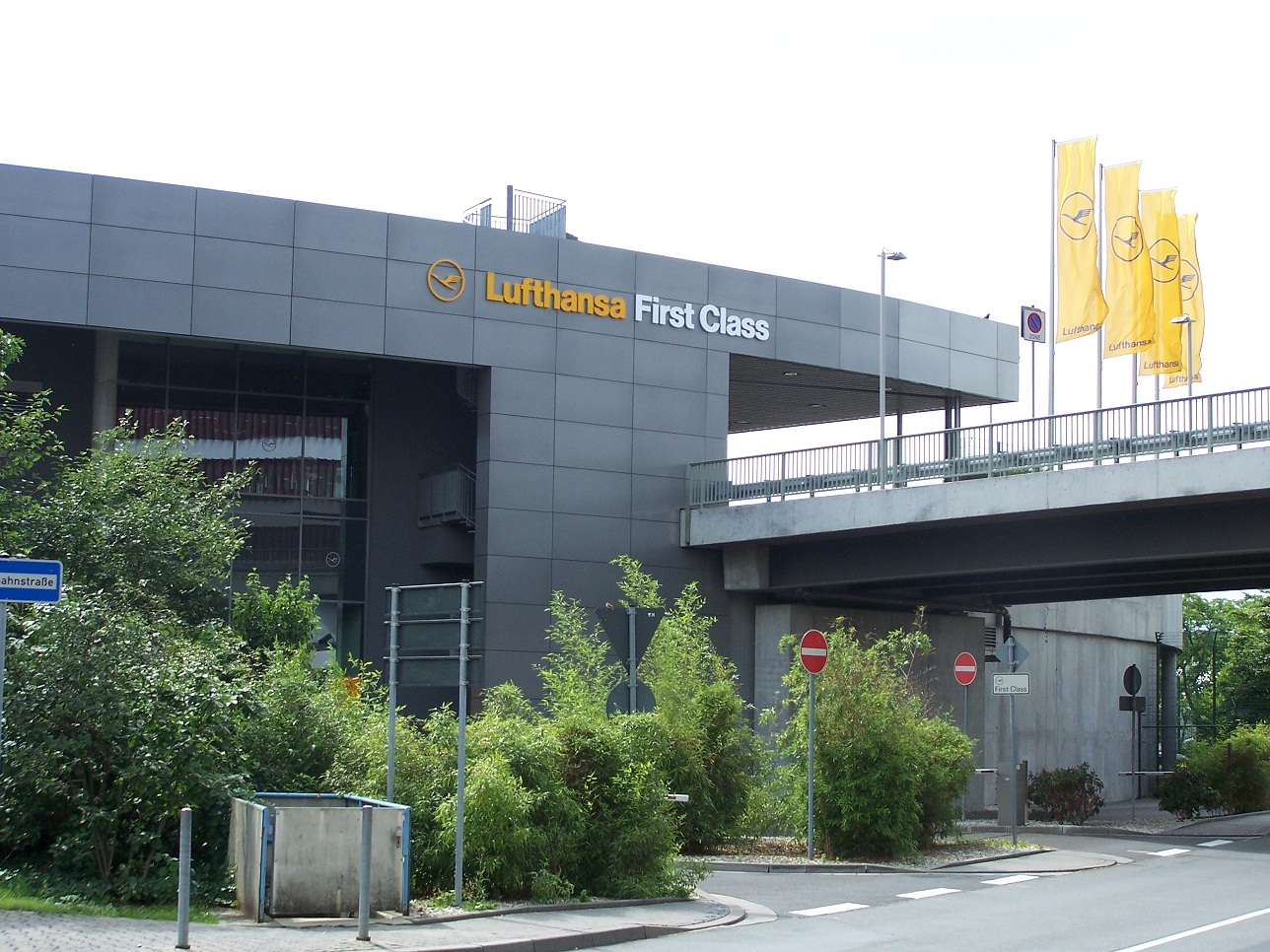
محطة لوفتهانزا للدرجة الأولى في مطار فرانكفورت

على الأرض، عادة ما يكون للمسافرين من الدرجة الأولى مناطق خاصة لتسجيل الوصول والأمن في المطار. تقوم بعض شركات الطيران بتشغيل محطات خاصة من الدرجة الأولى و/أو تقدم مسافرين دوليين من الدرجة الأولى رحلات ليموزين مجانية إلى المطار. في حين أنه من المعتاد أن يتمتع هؤلاء الركاب بإمكانية الوصول إلى الصالة، إلا أن بعض شركات الطيران لديها صالات منفصلة للأول وللأعمال حيث قد يكون للأولى وسائل راحة أكثر فخامة. يمكن لهؤلاء الركاب في كثير من الأحيان الصعود على متن الطائرة قبل الركاب الآخرين، في بعض الأحيان من خلال الجسر النفاث الخاص بهم.

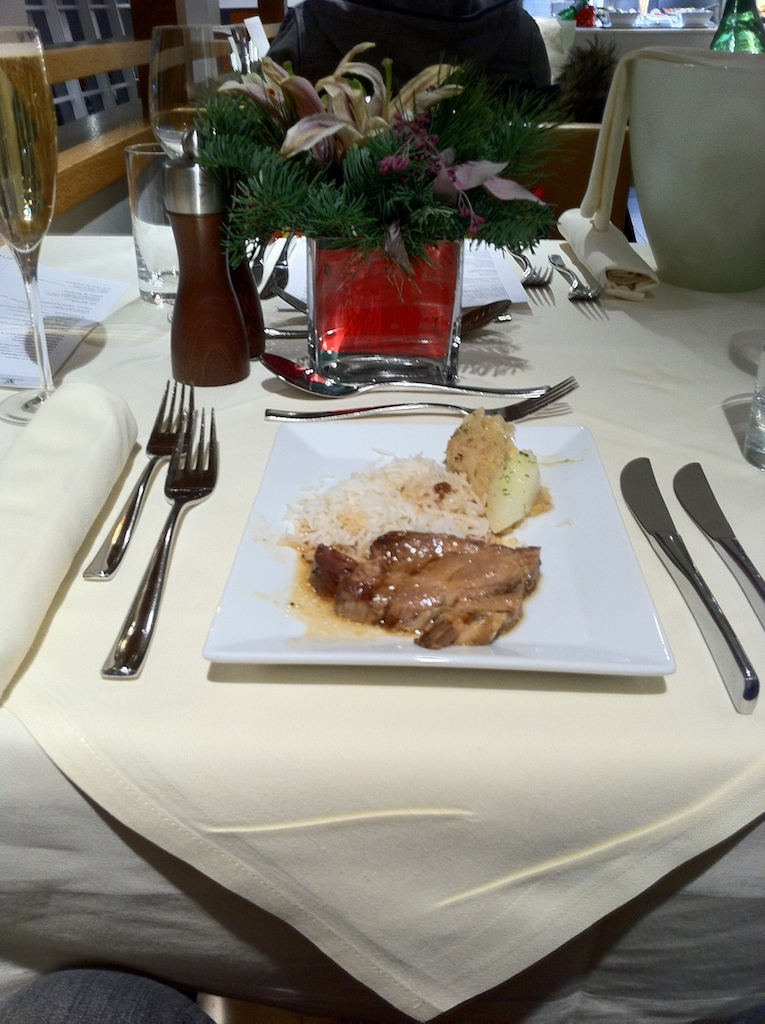
وجبة في صالون مطار لركاب الدرجة الأولى في مطار جون كنيدي قبل المغادرة

المشروبات الكحولية وغير الكحولية مجانية وعادة ما يتم تقديم وجبات الذواقة مع مجموعة مختارة من النبيذ والحلويات والمقبلات. غالبًا ما تم تصميم هذه الوجبات من قبل كبار الطهاة ويتم تقديمها على مفرش طاولة من الكتان الأبيض وأدوات مائدة حقيقية.

## التسعير
تاريخيا، كان السفر الجوي من الدرجة الأولى باهظ التكلفة. تذاكر مسافات طويلة من الدرجة الأولى بانتظام[بحاجة لمصدر] يتجاوز 10000 دولار  لكل شخص ذهابًا وإيابًا، مقابل 4000-5000 دولار من تذاكر درجة رجال الأعمال الدولية و 300 - 2000 دولار على الدرجة الاقتصادية. ومع ظهور برامج المسافر الدائم، أصبح الركاب قادرين على ترقية تذاكرهم من الدرجة التجارية أو الاقتصادية من خلال العضوية في برامج النخبة للمسافرين الدائمين ومن خلال سياسات بعض شركات الطيران التي تسمح للمسافرين من رجال الأعمال والدرجة الاقتصادية بشراء ترقيات اللحظة الأخيرة على أساس الأماكن المتوفرة. تقدم بعض شركات الطيران أيضًا الترقية إلى الدرجة الأولى كمكافأة لموظفيها.

## العاملين
هذه قائمة بشركات الطيران ذات الدرجة الأولى للرحلات الدولية فقط.

### آسيا
- طيران الصين - «الجناح المُحرَّم» (Forbidden Pavilion) من الدرجة الأولى (على متن جميع طائرات بوينغ 747 (-400 و -8I) وبعض طائرات بوينغ 777-300ER)
- طيران الهند - درجة المهراجا الأولى (على متن جميع طائرات بوينغ 777 (-200LR & -300ER))
- جميع خطوط نيبون الجوية - الدرجة الأولى (على متن جميع طائرات إيرباص A380-800 وبوينغ 777-300ER)
- كاثي باسيفيك - الدرجة الأولى (على متن بعض طائرات بوينغ 777-300ER)
- خطوط شرق الصين الجوية - الدرجة الأولى (على متن جميع طائرات بوينغ 777-300ER)
- خطوط جنوب الصين الجوية - الدرجة الأولى (على متن جميع طائرات إيرباص A380-800)
- غارودا إندونيسيا - الدرجة الأولى (على متن بعض طائرات بوينغ 777-300ER)
- الخطوط الجوية اليابانية - «جناح جال» (على متن جميع طائرات بوينغ 777-300ER)
- الخطوط الجوية الكورية - جناح كوسمو (على متن جميع طائرات إيرباص A380-800 وبعض طائرات بوينغ 777-300ER)؛ جناح كوسمو 2.0 (على متن جميع طائرات بوينغ 747-8I وبعض طائرات بوينغ 777-300ER)؛ كوسمو سليبر (على متن جميع طائرات بوينغ 777-200ER)؛ سليبر (على متن جميع طائرات بوينغ 777-300)
- الخطوط الجوية السنغافورية - فئة الأجنحة (على متن جميع طائرات إيرباص A380-800)؛ الدرجة الأولى (على متن جميع طائرات بوينغ 777-300ER)
- الخطوط الجوية التايلاندية - الدرجة الأولى الملكية (على متن بعض طائرات بوينغ 777-300ER)
- خطوط زيامن الجوية - الدرجة الأولى (على متن جميع طائرات بوينغ 787-8)

### أوروبا
- الخطوط الجوية الفرنسية - لا بريمير (على متن بعض طائرات بوينغ 777-300ER)
- الخطوط الجوية البريطانية - الدرجة الأولى (على متن جميع طائرات إيرباص A380-800 وبوينغ 777-300ER وبوينغ 787 (-9 و -10) وبعض طائرات بوينغ 777-200ER)
- لوفتهانزا - الدرجة الأولى (على متن جميع طائرات إيرباص A340-600 وبوينغ 747-8I)
- الخطوط الجوية السويسرية الدولية - الدرجة الأولى السويسرية (على متن جميع طائرات إيرباص A330-300 وإيرباص A340-300 وبوينغ 777-300ER)

### الشرق الأوسط
- العال - الدرجة الأولى (على متن جميع طائرات بوينغ 777-200ER)
- طيران الإمارات - الدرجة الأولى (جناح مغلق من الأرض حتى السقف) (على متن طائرة بوينغ 777-300ER)؛ الدرجة الأولى (جناح خاص) (على متن بعض طائرات إيرباص A380-800 وبوينغ 777-300ER)
- الاتحاد للطيران - الجناح الأول (على متن بعض طائرات بوينغ 787-9)
- الخطوط الجوية الكويتية - الدرجة الأولى (على متن جميع طائرات إيرباص A330-200)؛ الدرجة الملكية (على متن جميع طائرات بوينغ 777-300ER)
- الطيران العماني - الدرجة الأولى (على متن بعض طائرات إيرباص A330-300 وبوينغ 787-9)
- الخطوط الجوية القطرية - الدرجة الأولى (على متن جميع طائرات إيرباص A380-800)
- السعودية - الدرجة الأولى (على متن طائرة بوينغ 777-300ER)

### أمريكا الشمالية
- الخطوط الجوية الأمريكية - الرائد أولاً (Flagship First) (على متن جميع طائرات بوينغ 777-300ER)

### أوقيانوسيا
- كانتاس - أولاً (على متن جميع طائرات إيرباص A380-800)

### أفريقيا
- الخطوط الجوية الأنغولية - الدرجة الأولى (على متن جميع طائرات بوينغ 777 (-200ER & -300ER))

### متوقف
تخلت العديد من شركات الطيران عن مقصورات الدرجة الأولى لأسباب مختلفة على مدى العقود الماضية:
- طيران نيوزيلندا - كانت مقصورة الدرجة الأولى المخصصة متوفرة سابقًا على طائرات بوينغ 747-400، ولكن تم سحبها في الفترة 2006-2007 مع تقديم الأجنحة ذات الأسرة الممتازة والدرجة السياحية الممتازة في درجة رجال الأعمال. " Business Premier " هو الآن أعلى فئة من الخدمات.
- خطوط آسيانا الجوية - ظهرت مقصورة الدرجة الأولى على طائرات إيرباص A380 وبوينغ 747-400 وطائرة مختارة من طراز بوينغ 777-200ER. كانت مقاعد الدرجة الأولى متاحة إما كأجنحة مغلقة بالكامل (الجناح الأول على متن طائرة إيرباص A380 وطائرة مختارة من طراز بوينغ 777-200ER) أو كمقاعد نوم مفتوحة على طراز الجناح (الدرجة الأولى القديمة في طائرة بوينغ 747-400). بين عامي 2016 و 2018، تم إلغاء الدرجة الأولى من أسطول طائرات بوينغ 777-200ER لصالح المزيد من مقاعد درجة الأعمال والدرجة السياحية. في أبريل 2019، بدأت مجموعة Kumho Asiana في الدخول في أزمة مالية وأعلنت عن بيع خطوط آسيانا الجوية. بسبب الأزمة المالية، أعلنت شركة آسيانا أنه سيتم إلغاء الدرجة الأولى من جميع الطائرات المتبقية مع الدرجة الأولى بحلول نهاية سبتمبر 2019 من أجل إنقاذ شركة الطيران من الانهيار ولصالح مقاعد درجة الأعمال الأحدث والدرجة السياحية الممتازة. سيتم تقاعد جميع طائرات الخطوط الجوية آسيانا مع الدرجة الأولى أو سيتم تعديلها بأحدث درجة الأعمال وكابينة الدرجة السياحية الممتازة.
- كاثي دراجون - الدرجة الأولى
- الخطوط الجوية الصينية - كانت الدرجة الأولى المخصصة متوفرة سابقًا على متن طائرة بوينغ 747-400، مع تقديم الدرجة الاقتصادية الممتازة ودرجة رجال الأعمال الممتازة على طائراتها من طراز بوينغ 777-300ER. أصبحت «درجة رجال الأعمال المميزة» الآن أعلى فئة من الخدمات.
- جت إيرويز - الدرجة الأولى (على متن جميع طائرات بوينغ 777-300ER)
- الخطوط الجوية الماليزية - جناح درجة رجال الأعمال (المعروف سابقًا باسم الدرجة الأولى)
- الخطوط الجوية الفلبينية - تم سحب كابينة الدرجة الأولى المخصصة أو كابينة " Maharlika Class " في منتصف العقد الأول من القرن الحادي والعشرين. خلال النصف الثاني من عام 2006، أعلنت PAL عن مشروع إعادة تشكيل المقصورة لطائراتها من طراز Boeing 747-400 و Airbus A340-300. أنفقت شركة الطيران 85.7 مليون دولار أمريكي لإزالة جميع مقاعد الدرجة الأولى وزيادة حجم مقاعد الأعمال والاقتصاد، مما أدى إلى المقاعد الجديدة المذكورة أعلاه؛ بالإضافة إلى إضافة شاشات شخصية مزودة بالصوت والفيديو عند الطلب (AVOD) في كلتا فئتي المقصورة.
- الخطوط الجوية لجنوب إفريقيا - تم سحب مقصورة الدرجة الأولى المخصصة في عام 2001، ولكن لا يزال من الممكن رؤية الدرجة الأولى على متن طائرة بوينغ 747-400 حتى تقاعدهم في عامي 2007 و 2010. حتى عام 1997، كانت الدرجة الأولى تُعرف باسم «فئة الماسة الزرقاء».
- تام برازيل - الدرجة الأولى المخصصة كانت متوفرة على طائرات 777-300ER حتى عام 2014 [8]
- ترانسايرو - إمبريال كلاس (على متن حوالي 737 وبعض طائرات بوينغ 747 وجميع طائرات 777).
- الخطوط الجوية التركية - كانت أجنحة الدرجة الأولى متاحة سابقًا على طائرات 777 طويلة المدى. تمت إزالته تدريجيًا من سبتمبر 2011 بعد تقديم درجة الراحة، المنتج الاقتصادي الممتاز للناقل ومقاعد درجة الأعمال الأحدث.[9]
- الخطوط الجوية المتحدة - كانت الدرجة الأولى للمسافات الطويلة عبارة عن مقاعد نوم ذات سرير مسطح على طراز جناح مفتوح وكانت موجودة في جميع طائرات بوينغ 747-400، وحدد بوينغ 767-300ER ، وحدد بوينغ 777-200ER. تم تسمية First Class " Global First " (لاحقًا " Polaris First "). بدأ إنهاء الصف الأول تدريجياً في عام 2017 حيث تقاعد يونايتد لجميع طائراتهم من طراز 747-400. أوقفت يونايتد جميع خدمات الدرجة الأولى بحلول مارس 2018، على الرغم من بقاء مقاعد الدرجة الأولى في طائرة بوينغ 767-300ER مختارة واختيار طائرة 777-200ER مع بيعها باسم Polaris Business حتى يتم تحديثها بنفس المقصورات التي ظهرت لأول مرة على متن شركة الطيران بوينغ 777 - طائرة 300ER وبوينغ 787-10.
- الخطوط الجوية الأمريكية - الدرجة الأولى الدولية تتكون من ستة أجنحة مسطحة في الصف الأول على متن طائرة إيرباص A330-300. تم إلغاء الدرجة الأولى الدولية كفئة منفصلة من الخدمة في عام 2002، على الرغم من بقاء المقاعد حتى تجديد أسطول A330-300، يمكن لأي مسافر مبعوث حجز مقعد "Envoy Sleeper" في الصف الأول مقابل رسوم رمزية عند الحجز، أو مقابل مجانًا عند تسجيل الوصول إذا كانت المقاعد متوفرة - الخدمة الأرضية والخدمة على متن الطائرة والمطاعم والترفيه كانت متطابقة مع Envoy.

## أنظر أيضا
- مقصورة الطائرة
- درجة الأعمال
- الدرجة السياحية
- السفر بالدرجة الأولى
- رموز فئة IATA
- اقتصاد مميز
- الطائرات ذات الجسم العريض